# Donja Zleginja
Donja Zleginja (en serbe cyrillique : Доња Злегиња) est un village de Serbie situé dans la municipalité d'Aleksandrovac, district de Rasina. Au recensement de 2011, il comptait 239 habitants.

## Démographie
| 1948 | 1953 | 1961 | 1971 | 1981 | 1991 | 2002 | 2011 |
| ---- | ---- | ---- | ---- | ---- | ---- | ---- | ---- |
| 555  | 588  | 569  | 503  | 430  | 392  | 296  | 239  |

|  |